# Dzoraglukh
Dzoraglukh (in armeno Ձորագլուխ?; precedentemente Gyulablu) è un comune dell'Armenia di 366 abitanti (2001) della provincia di Aragatsotn. La chiesa della città, dedicata a S. Hovhannes (San Giovanni), risale al periodo tra il X ed il XII secolo.